# メルセデス・ベンツ・SLS AMG
メルセデス・ベンツ・SLS AMG（メルセデス・ベンツ エスエルエス エイエムジー）は、ドイツの自動車メーカー、メルセデス・ベンツのAMG部門により開発されたスーパーカーである。

## 概要
2009年9月に開催されたフランクフルトモーターショーで発表され、2009年11月16日にドイツ国内で、翌2010年3月27日に欧州各国で販売が開始。日本国内へは同年6月10日に正式導入が発表され、同年9月28日から納車を開始した。それまでメルセデス・ベンツの各モデルのチューニングを手掛けていたAMGが初めて完全独自開発したモデルである。SLRマクラーレンの事実上の後継車ではあるが、カーボンモノコックボディの採用を見送るなどして、価格は大幅に抑えられている。開発当初はダイムラーがまだクライスラーとの提携下であったために、初期のプロトタイプにはダッジ・バイパーのコンポーネンツが用いられていた。なおSLRマクラーレンとは違い右ハンドル仕様も製造されていたが、日本へは左ハンドル車のみが正規輸入販売された。
日本での販売価格は、2,490万円からであった。
デザインは1954年に発表されたメルセデス・ベンツのクーペ、300SLをモチーフとしており、300SLと同様にガルウィングドアが採用されている。
また、2010年～2014年までF1のセーフティカーに用いられていた。
2014年に生産終了。後継は同年秋に発表されたAMG GT。

## メカニズム
AMGの63系モデルに搭載されるM156型エンジンをベースとし、ドライサンプ化など約120箇所に専用のチューニングがなされた乾燥重量205kgのV型8気筒DOHC32バルブ 6.2L M159型エンジンがフロントミッドシップに搭載される。トランスミッションには新開発のゲトラグ製7速DCT「AMGスピードシフトDCT-7」が組み合わせられ、トランスアクスルがとられる。
ボディにはマグナ・シュタイア製、総重量241kgのオールアルミのスペースフレームが採用され、前後重量配分は47:53としている。
なお、0-100km/h加速は3.8秒を、最高速は317km/hを記録している。

## バリエーション
- ロードスター

2011年10月に公開されたコンバーチブルモデル。11秒で開閉するソフトトップルーフを採用している。ボディ剛性を高めるために40kg増量したが加速、最高速度はクーペモデルと同等を維持している。なお、クーペの特徴であるガルウィングドアは横開き型に替えられている。
- SLS AMG GT3

グループGT3規定で製作されたレーシング仕様。2010年3月に公開され同9月にニュルブルクリンク耐久シリーズ（VLN）でデビュー、2012年1月にはドバイ24時間レースで表彰台を独占した。2012年はFIA GT1世界選手権とSUPER GTのGT300クラスに参戦する2012年よりスーパー耐久やSUPER GTのGT300クラスに出場している。
- SLS AMG E-Cell

SLS AMGの構造をほぼそのまま流用した電気自動車。2010年7月に発表された。2013年に市販化が計画されている。リチウムイオン二次電池と、4つの車輪それぞれに直結したモーターを搭載し、ガソリンエンジンのSLS AMGに近い性能を発揮する。
- SLS AMG GT/SLS AMG GTロードスター

ベース車両より20PS増加し591PSとなった。専用のAMG RIDE CONTROLパフォーマンスサスペンションが装備される。
- SLS AMG ブラックシリーズ

限定生産車。最高出力631PS/7,400rpm最大トルクが635N·m/5,500rpmとなった
- SLS AMG GT ファイナルエディション

SLS AMGの最終モデルとして2013年東京モーターショーで発表された。エンジンなど基本的な構造はSLSAMGと変わらないが、カーボンファイバー製の固定式リアウィング及びフロントスプリッターが新たに備えられ、ボンネットやホイールにもカーボンが用いられた。ロードスター・クーペ共に全世界350台限定生産となる。

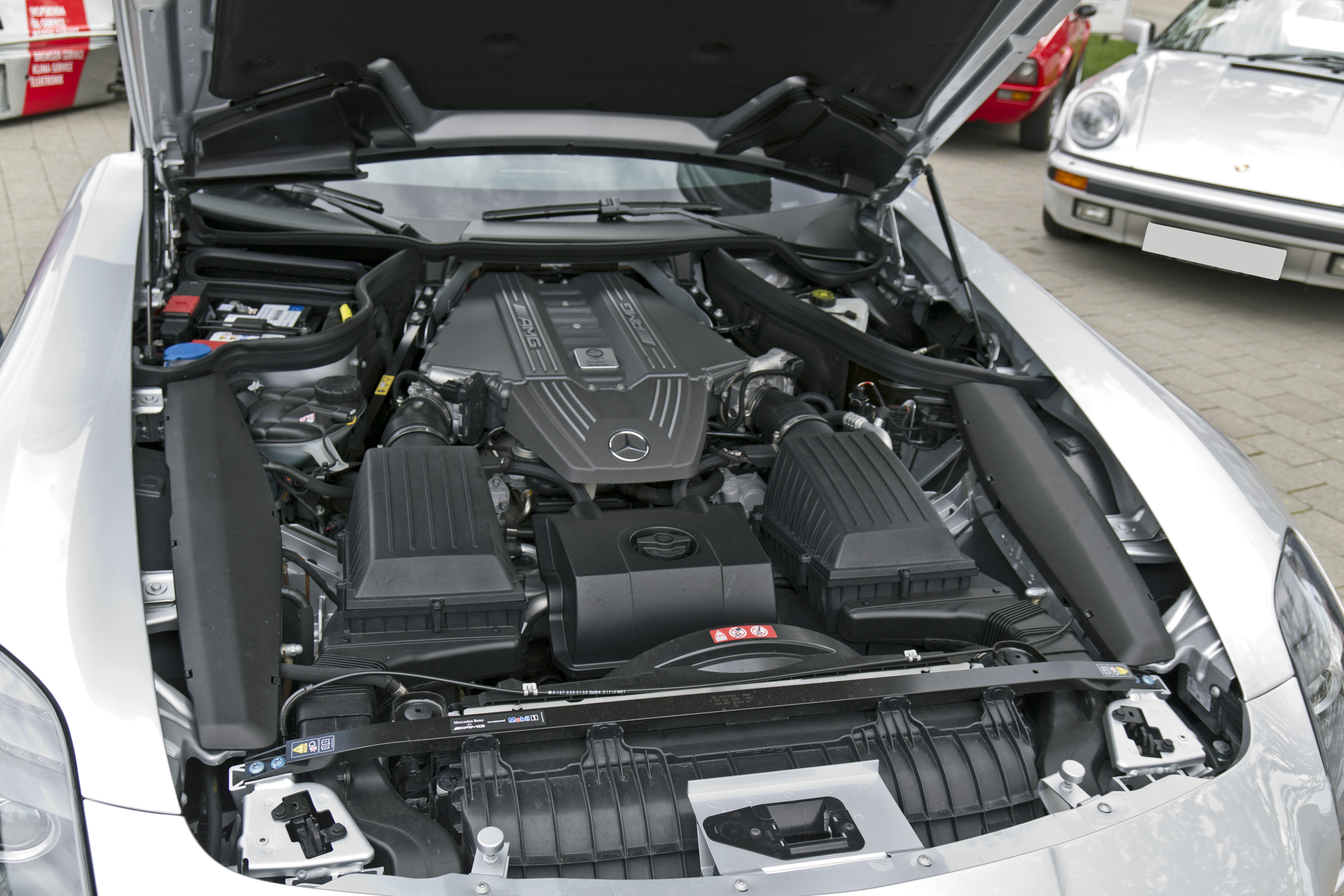
エンジンルーム
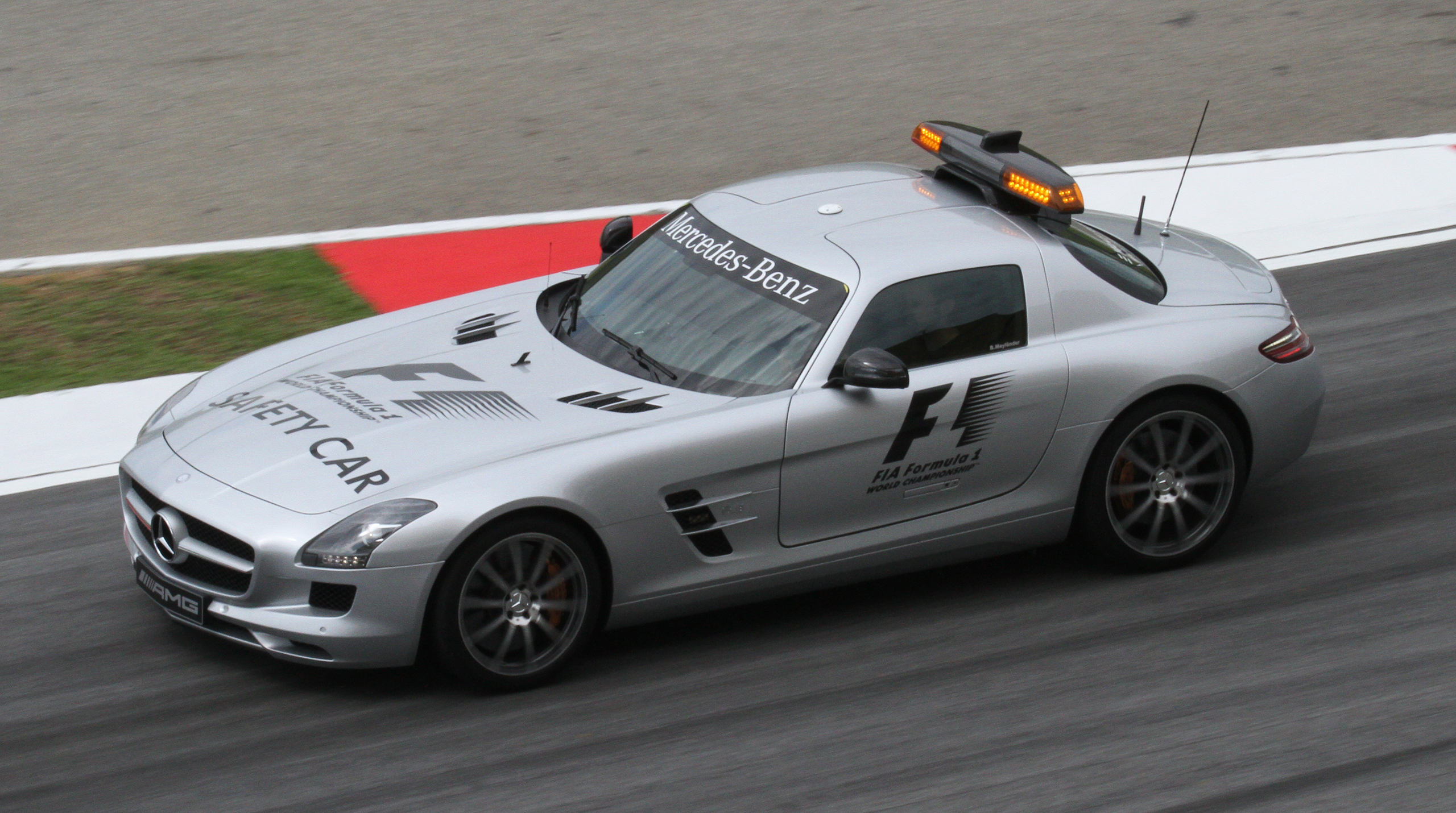
セーフティカー仕様のSLS AMG
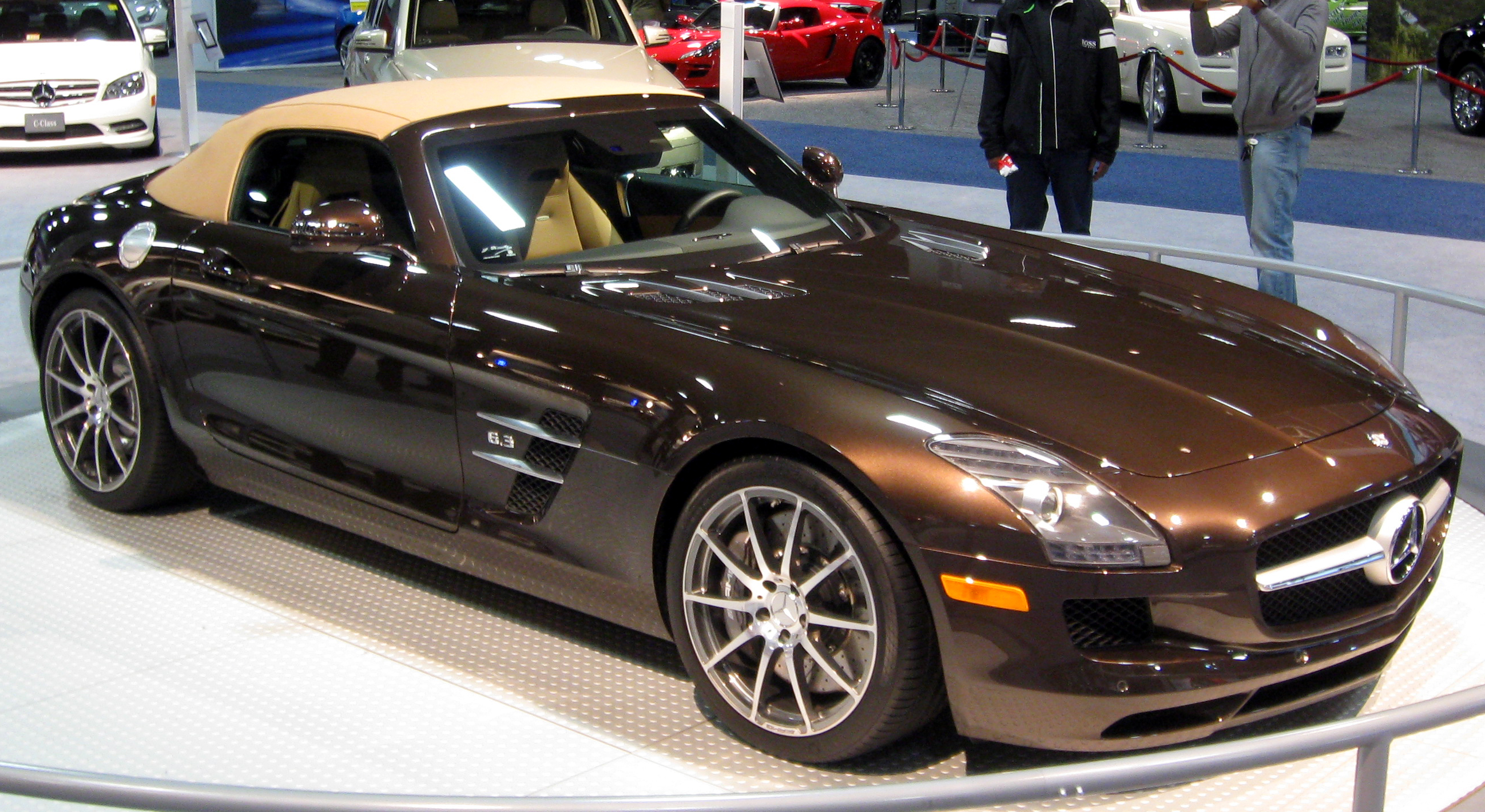
ロードスター
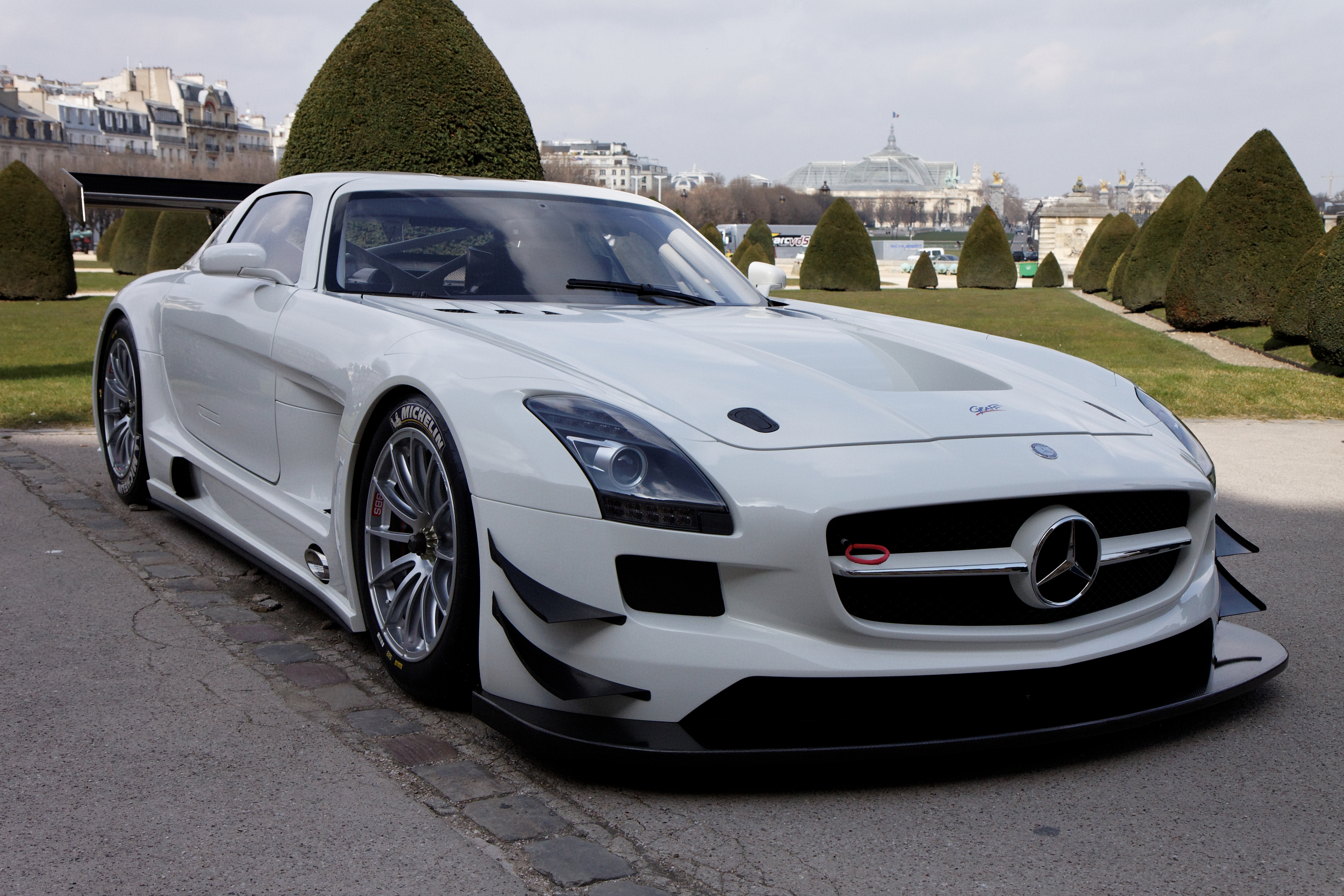
GT3
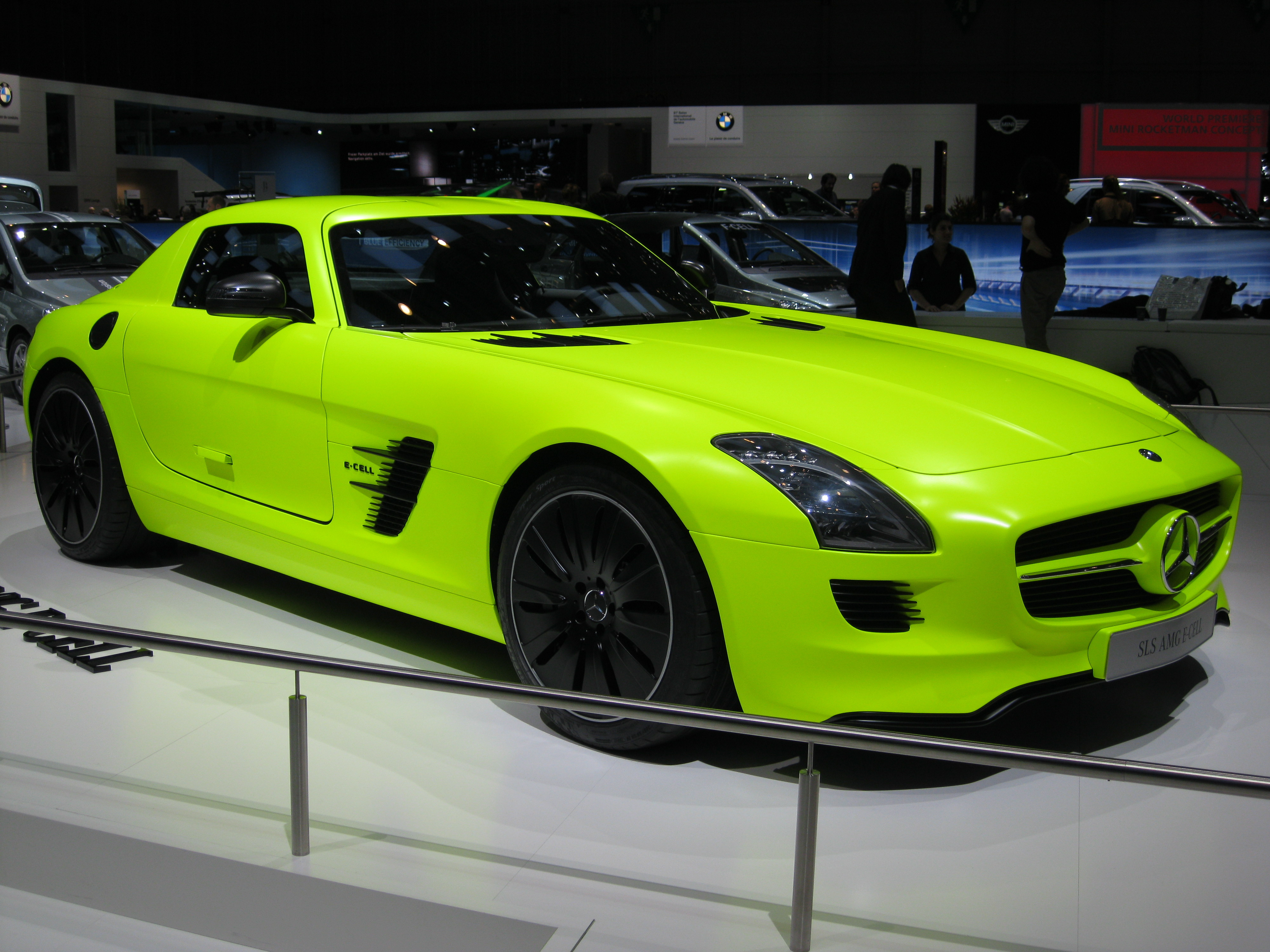
E-Cell
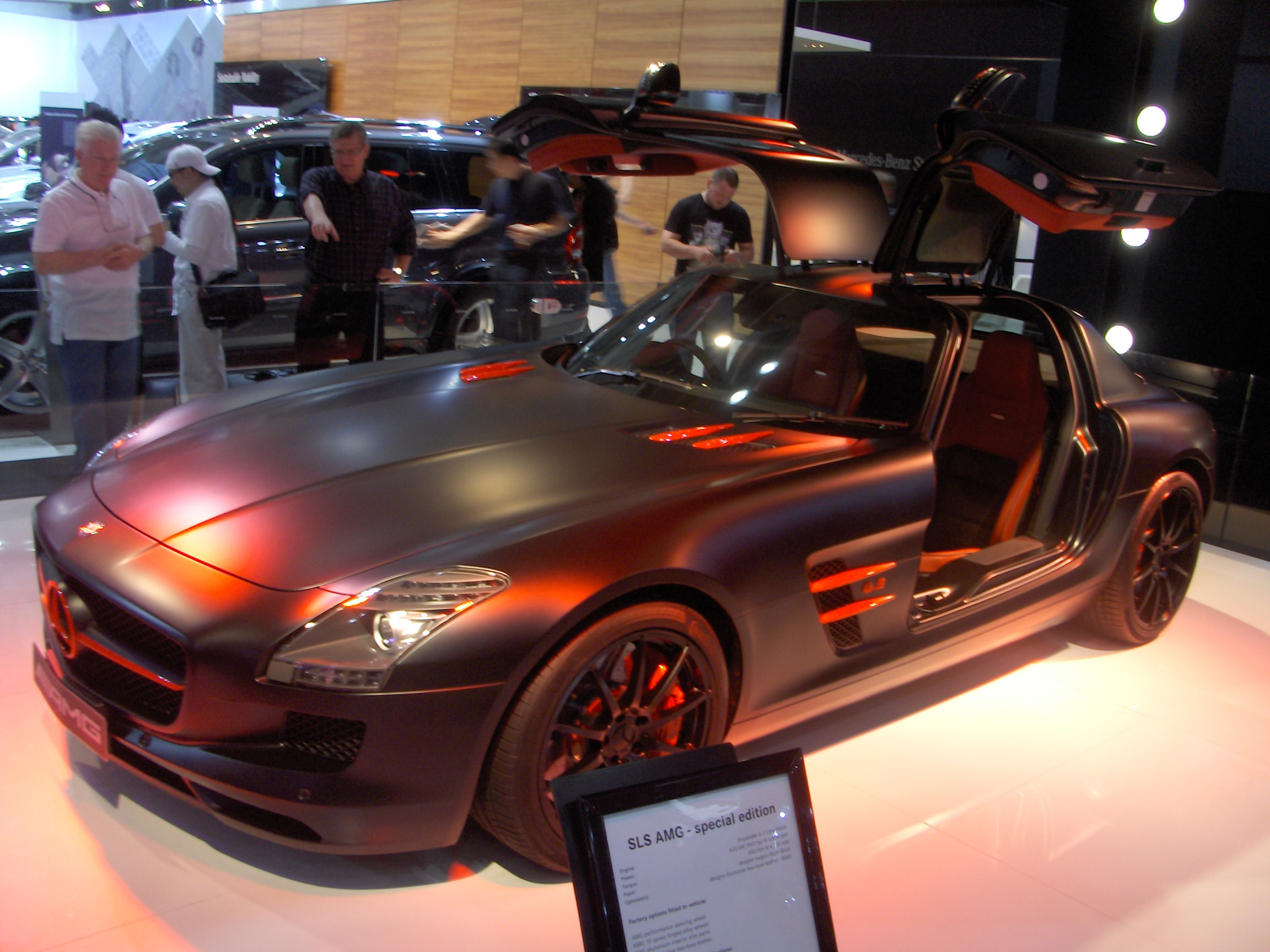
ブラックバード・クーペ（右ハンドル仕様）
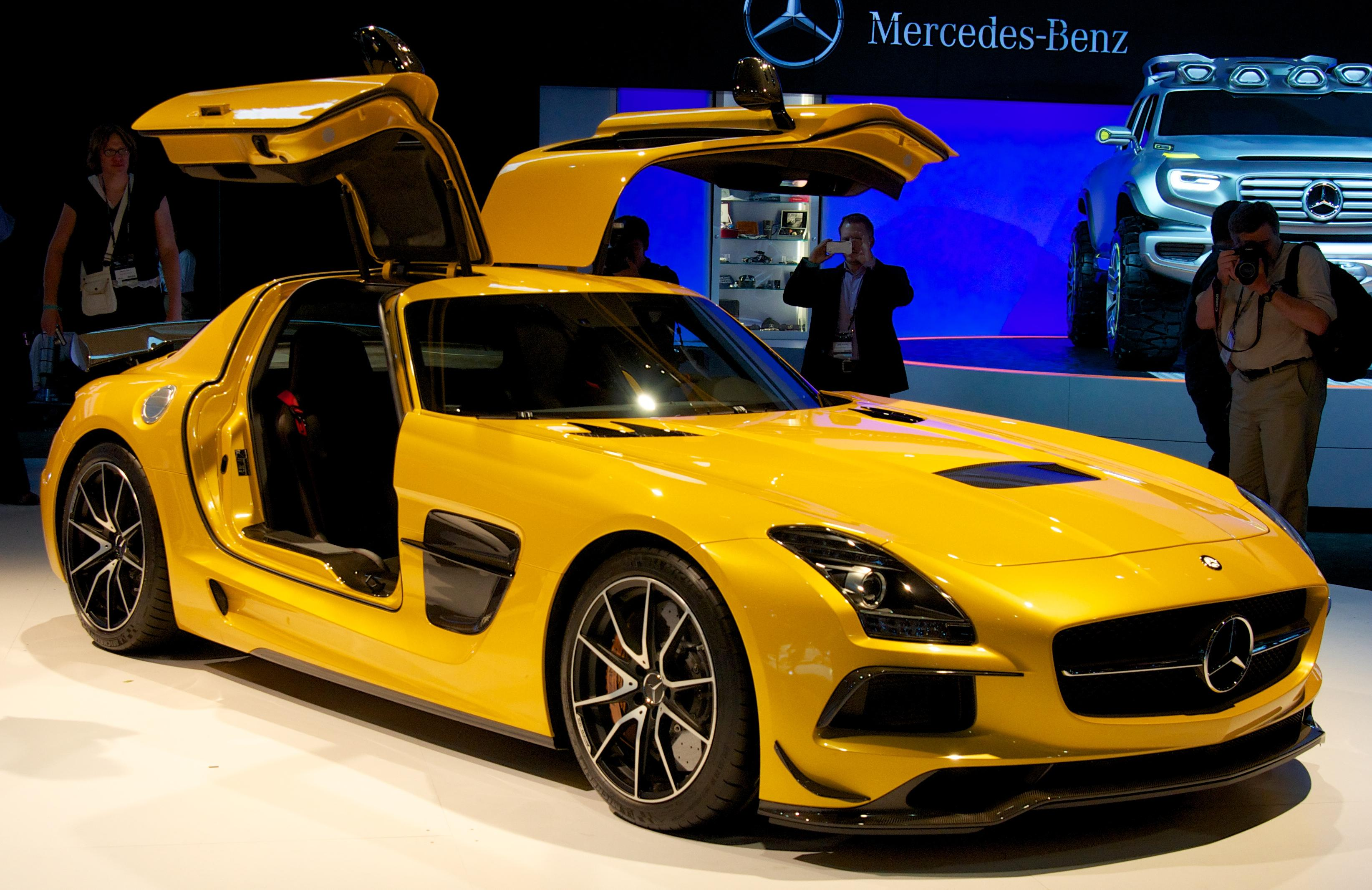
ブラックシリーズ
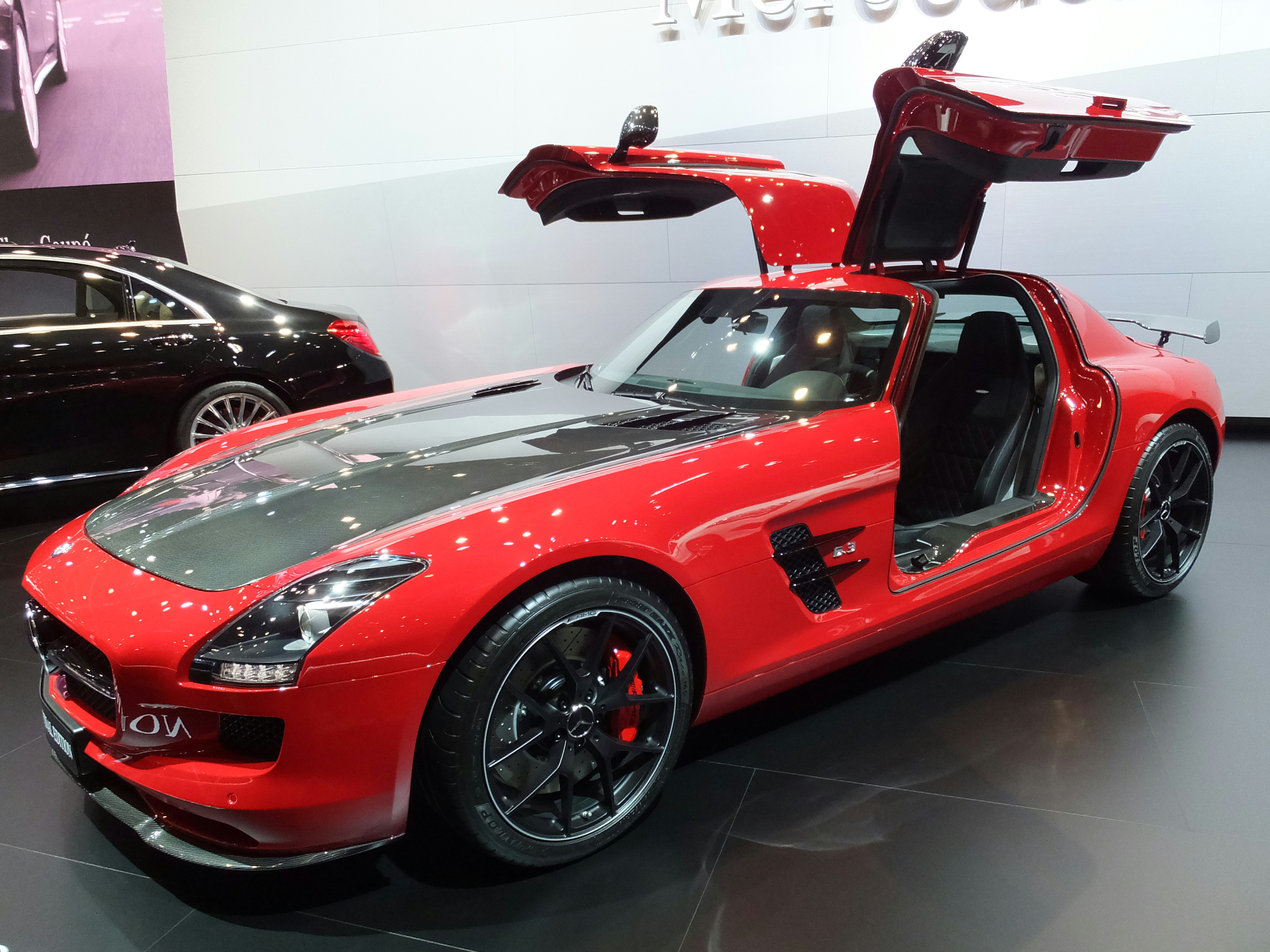
GT ファイナルエディション
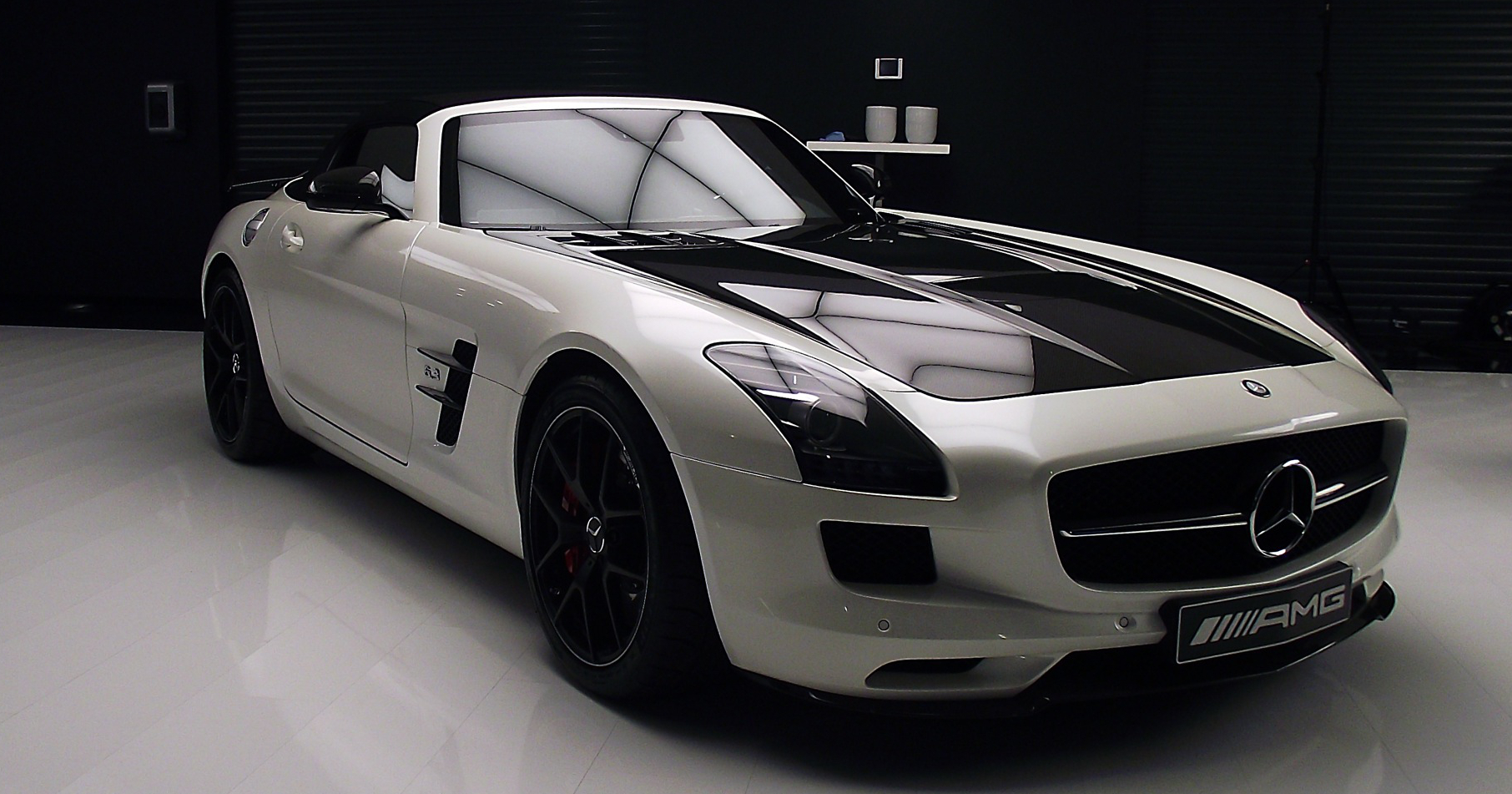
GT ロードスター ファイナルエディション